# Arcane
Arcane (oficialmente intitulada como Arcane: League of Legends) é uma série de televisão de animação adulta, dos gêneros ação e aventura, criada por Christian Linke e Alex Yee e distribuída pela Netflix. O show, produzido pelo estúdio de animação francês Fortiche sob a supervisão da Riot Games, é ambientado no universo fictício de League of Legends e sua trama é primariamente focada nas irmãs Violet / "Vi" (Hailee Steinfeld) e Powder / Jinx (Ella Purnell) enquanto se envolvem em um conflito entre sua região natal, Zaun, e a cidade de Piltover. A série, que foi anunciada durante a comemoração do aniversário de dez anos de League of Legends, teve sua primeira temporada lançada entre 6 e 20 de novembro de 2021, enquanto a segunda e última temporada foi lançada entre 9 e 23 de novembro de 2024.
Arcane foi recebida com aclamação universal pela crítica, com elogios direcionados à animação, história, construção de mundo, trilha sonora e dublagem, embora o ritmo da segunda temporada tenha tido uma recepção mista. Alguns notaram o apelo da série tanto para espectadores casuais que nunca jogaram League of Legends quanto para fãs de longa data do jogo. Além disso, o programa também estabeleceu o recorde como a série mais bem avaliada da Netflix dentro de uma semana de sua estreia, alcançando o primeiro lugar no Top 10 da Netflix em 52 países e ficando na segunda posição no ranking dos Estados Unidos. Desde que foi lançada, vários críticos e publicações consideram a série como uma das melhores adaptações de jogos eletrônicos já feitas. Em 2022, ela tornou-se a primeira série de streaming a ganhar um prêmio Primetime Emmy na categoria de Melhor Programa de Animação e ganhou um Prêmio Annie de Melhor Produção de Televisão de Animação para o Público Geral.

## Premissa
Em meio a crescentes tensões entre a rica e utópica cidade de Piltover e a decadente e oprimida cidade de Zaun, as irmãs Vi e Jinx encontram-se nos lados opostos de uma guerra em curso envolvendo convicções conflitantes e tecnologias misteriosas.

## Elenco e personagens

### Principal
- Hailee Steinfeld como Violet / "Vi",[11] uma órfã zaunita e irmã da Jinx;
- Ella Purnell como Powder / Jinx,[11] uma órfã zaunita e irmã da Vi;
  - Mia Sinclair Jenness como Powder criança.
- Kevin Alejandro como Jayce Talis,[11] um cientista, inventor e eventualmente Conselheiro de Piltover, sendo o responsável pela criação da Hextec;
  - Faustino Duran como jovem Jayce.
- Katie Leung como Caitlyn Kiramman,[11] uma defensora de Piltover, filha da Conselheira Cassandra Kiramman e ex-assistente de laboratório de Jayce Talis, que se torna o interesse amoroso de Vi;
  - Molly Harris como jovem Caitlyn Kiramman.
- Jason Spisak como Silco, um senhor do crime de Zaun, o segundo pai adotivo da Jinx e líder dos Barões da Química;
- Toks Olagundoye como Mel Medarda,[11] uma membra do Conselho de Piltover que se interessa pelos experimentos de Jayce e Viktor, e posteriormente começa um relacionamento com o primeiro. Ela é a herdeira renegada de Ambessa Medarda de Noxus, e se envolve em uma conspiração quando é sequestrada pela Rosa Negra; 
  - Imogen Faires como jovem Mel Medarda.
- Harry Lloyd como Viktor,[11] o parceiro de pesquisa de Jayce e ex-assistente do Conselheiro Cecil B. Heimerdinger. Ele também é o responsável pela criação da Hextec e torna-se obcecado em usar magia para aperfeiçoar a humanidade, em parte devido às suas deficiências físicas. Viktor é nativo de Zaun, mas vive em Piltover no início da série;
  - Edan Hayhurst como jovem Viktor.
- JB Blanc como Vander,[11] O antigo irmão de armas de Silco que participou de uma rebelião que levou à morte dos pais de Jinx e Vi, levando-o a adotar as duas. Ele também é o barman e dono do bar The Last Drop. Na segunda temporada, ele é transformado em uma besta semelhante a um lobo chamada de Warwick por Singed;
  - Blanc também dublou Irius Bolbok (1.ª temporada), um membro do Conselho de Piltover.
- Reed Shannon como Ekko, um amigo de infância de Vi e Jinx, e o líder do grupo revolucionário zaunita chamado Fogolumes;
  - Miles Brown como o Ekko criança.
- Mick Wingert como Cecil B. Heimerdinger,[11] um fundador de Piltover e líder do conselho da cidade que é mentor de Jayce, Viktor e, mais tarde, Ekko;
- Amirah Vann como Sevika,[12] a mão direita de Silco e sua principal executora;
- Ellen Thomas como Ambessa Medarda, a mãe de Mel e uma respeitada, mas brutal general de guerra de Noxus que busca usar armas Hextec contra a cabala da Rosa Negra;[12]
- Brett Tucker como Dr. Corin Reveck / Singed,[12] o antigo mentor de Viktor e Silco e posteriormente cientista-chefe de Ambessa, que realiza experimentos antiéticos em um esforço para alcançar a imortalidade e salvar sua filha preservada em criogenia.

### Recorrente

#### Introduzidos na 1.ª temporada
- Shohreh Aghdashloo como Grayson (1.ª temporada),[11] a xerife original de Piltover;
- Remy Hii como Marcus (1.ª temporada), o xerife de Piltover que é secretamente um policial corrupto que trabalha para Silco e Tobias Kiramman, o pai de Caitlyn;
- Josh Keaton como Deckard (1.ª temporada), um bandido zaunita que trabalha para Silco, e Salo, um membro do Conselho de Piltover com interesses egoístas;
- Bill Lobley como Huck, um habitante da Subferia que se torna viciado em cintila;
- Yuri Lowenthal como Mylo (1.ª temporada),[11] o arrogante irmão adotivo de Vi e Powder;
- Roger Craig Smith como Claggor (1.ª temporada), o forte irmão adotivo de Vi e Powder;
- Fred Tatasciore como Benzo (1.ª temporada), o pai adotivo de Ekko, amigo de Vander e dono de loja;
- Mara Junot como Shoola, uma membra do Conselho de Piltover;
- Erica Lindbeck como Elora, a assistente da Mel;
- Abigail Marlowe como Cassandra Kiramman, a mãe de Caitlyn e membra do Conselho de Piltover e Renni, uma Baronesa Química que trabalha para a Silco;
- Dave B. Mitchell como Torman Hoskel (1.ª temporada), um membro do Conselho de Piltover;
- Kimberly Brooks como jovem Sky, a assistente de Viktor que tem uma queda não correspondida por ele, e Margot (papel sem voz na 1.ª temporada), uma Baronesa Química que fornece serviços de prostituição;
- Miyavi como Finn (1.ª temporada), um Barão Química que busca usurpar o lugar do Silco.

#### Introduzidos na 2.ª temporada
- Earl Baylon como Loris, um defensor de Piltover que faz amizade com Vi e se junta ao esquadrão de Caitlyn;
- Stewart Scudamore como Rictus (papel sem voz na 1.ª temporada), o guarda-costas da Ambessa;
- Katy Townsend como Maddie Nolen, uma defensora de Piltover trabalhando sigilosamente para Ambessa;
- Lucy Lowe como Isha, uma órfã zaunita adotada por Jinx;
- Ashley Holliday como Gert, uma membra proeminente do grupo Jinxers;
- Minnie Driver como Feiticeira Ilusionista, a misteriosa líder da Rosa Negra que está em desacordo com Ambessa.

### Convidados
- Imagine Dragons como a banda do The Last Drop (1.ª temporada);
- JID como o rapper do The Last Drop (1.ª temporada);
- Ray Chen como o solista orquestral do concerto (1.ª temporada);
- Krizia Bajos como Ximena Talis (1.ª temporada), a mãe de Jayce que foi resgatada por um mago misterioso em seu passado;

- Mira Furlan como Babette (1.ª temporada, papel sem voz na 2.ª temporada), a dona de um bordel da Subferia;
- Salli Saffioti como Amara, uma membra da guilda de mercadores de Piltover que é secretamente uma membra da Rosa Negra;
- Robbie Daymond como Scar (papel sem voz na 1.ª temporada), o braço direito de Ekko e segundo no comando dos Fogolumes;
- Lenny Citrano como Smeech (papel sem voz na 1.ª temporada), um Barão Químico que vende aprimoramentos cibernéticos;
- Lex Lang como Chross (papel sem voz na 1.ª temporada), um velho Barão Químico que trabalha para Silco;
- Eve Lindley como Lest (2.ª temporada), uma servente de Salo que é uma espiã da Mel;
- Jeannie Tirado como Felicia (2.ª temporada), a falecida mãe de Vi e Powder;
- Keston John como Kino Medarda (2.ª temporada), o falecido irmão mais velho da Mel.

A personagem Orianna de League of Legends também aparece durante a segunda temporada.

## Episódios
| Temporada | Temporada | Episódios | Episódios | Originalmente lançado | Originalmente lançado  |
| Temporada | Temporada | Episódios | Episódios | Estreia da temporada  | Final da temporada     |
| --------- | --------- | --------- | --------- | --------------------- | ---------------------- |
|           | 1         | 9         | 9         | 6 de novembro de 2021 | 20 de novembro de 2021 |
|           | 2         | 9         | 9         | 9 de novembro de 2024 | 23 de novembro de 2024 |

### 1.ª temporada (2021)
| 1º ato |   |                                                                                             |                                |                                |                        |
| 1 | 1 | "Welcome to the Playground" "Entrando na brincadeira (BR)"                                  | Pascal Charrue & Arnaud Delord | Christian Linke & Alex Yee     | 6 de novembro de 2021  |
| Os rebeldes da cidade reprimida de Zaun marcham através de uma ponte em Piltover, resultando na repressão brutal dos defensores de Piltover. Durante a violência que se seguiu, as irmãs Powder e Vi encontram seus pais mortos nos escombros da guerra e são levadas por Vander, o líder da rebelião fracassada, que as acolhe como suas filhas. Alguns anos depois, Vi e Powder assaltam um laboratório em uma cobertura de Piltover com seus irmãos adotivos Mylo e Claggor. Powder rouba um conjunto de cristais mágicos e acidentalmente quebra um. Isso causa uma explosão que destrói uma grande parte do edifício. Voltando à cidade subterrânea, os irmãos encontram Deckard e seus capangas; enquanto eles os derrotam em uma briga, Powder é perseguida e perde a carga saqueada. Vander, agora barman e líder comunitário em Zaun, repreende as crianças por seus descuidos e tenta acalmar as coisas com Grayson, a xerife dos defensores. Vi dá uma bronca em Mylo por chamar Powder de "azarenta" e garante à irmã que as coisas vão melhorar. Nas partes mais baixas da cidade subterrânea, o senhor do crime Silco extrai informações de Deckard e testa um novo mutagênico conhecido como Cintila em um rato. |   |                                                                                             |                                |                                |                        |
| 2 | 2 | "Some Mysteries Are Better Left Unsolved" "Alguns mistérios não devem ser desvendados (BR)" | Pascal Charrue & Arnaud Delord | Nick Luddington                | 6 de novembro de 2021  |
| Os cristais que Powder e Vi roubaram foram criados por Jayce, um estudante da academia de Piltover, e o conselho governante da cidade o convoca para ser julgado por experimentos ilegais envolvendo magia arcana. Jayce foi salvo por magia arcana quando era criança e acredita que pode ser um novo recurso para a evolução de Piltover, porém o conselho decide por expulsá-lo por colocar a cidade em perigo e declara que sua pesquisa deve ser destruída. Suas crenças são renovadas, no entanto, quando Viktor, o assistente deficiente do professor da academia Heimerdinger, se oferece para ajudá-lo. De volta a Zaun, Grayson e seu parceiro Marcus pressionam Vander para que ele revele os verdadeiros culpados do assalto na cobertura, enquanto os cidadãos de Zaun também o pressionam para lutar contra os defensores que ultrapassam os limites da cidade. Ele escolhe manter sua família segurar e permanecer neutro. Contudo, Vi discorda e decide se entregar. Enquanto isso, Silco convence Deckard a beber um frasco de Cintila. |   |                                                                                             |                                |                                |                        |
| 3 | 3 | "The Base Violence Necessary for Change" "A violência é essencial para a mudança (BR)"      | Pascal Charrue & Arnaud Delord | Ash Brannon                    | 6 de novembro de 2021  |
| Anos atrás, Silco e Vander lutaram juntos para libertar a cidade subterrânea de Piltover. Isso mudou quando Vander traiu Silco e tentou afogá-lo no rio tóxico de Zaun. Nos dias atuais, Vander impede Vi de se entregar. Silco então o captura enquanto o mutante Deckard mata Grayson e seus homens, poupando apenas Marcus. Vi, Mylo e Claggor partem para resgatar Vander. Em Piltover, Jayce e Viktor trabalham secretamente com os cristais sob os critérios da conselheira Mel Medarda e inventam a Hextec, uma nova tecnologia arcana. De volta à cidade subterrânea, os irmãos chegam até Vander, mas acabam sendo cercados por Silco. Vi luta contra os capangas de Silco mas é nocauteada por Deckard. Powder, tentando salvá-la, detona um dos cristais em uma explosão que mata Claggor e Mylo. Vander, fatalmente ferido por Silco, injeta-se com Cintila, mata Deckard e salva Vi antes de morrer. Angustiada por tudo o que aconteceu, Vi bate em Powder, a chama de "azarenta" e vai embora. Ela vê Silco se aproximar e tenta voltar para sua irmã, mas é emboscada e capturada por Marcus. Powder, acreditando que foi abandonada por Vi, abraça Silco. Por fim, Silco diz a Powder que "Eles vão ver o que é bom". |   |                                                                                             |                                |                                |                        |
| 2º ato |   |                                                                                             |                                |                                |                        |
| 4 | 4 | "Happy Progress Day!" "Feliz Dia do Progresso! (BR)"                                        | Pascal Charrue & Arnaud Delord | David Dunne                    | 13 de novembro de 2021 |
| Muitos anos depois, Piltover está prosperando com a tecnologia Hextec de Jayce e comemora seu 200º aniversário em um feriado conhecido como 'Dia do Progresso'. Originalmente planejando revelar suas mais recentes invenções e as novas gemas Hextec feitas por ele e Viktor na cerimônia, Jayce decide não fazê-lo depois que Heimerdinger o avisa sobre os perigos que isso poderia gerar. Em outro lugar, Powder, que agora é uma adolescente conhecida como Jinx, trabalha para Silco ajudando-o a contrabandear materiais e Cintila em Piltover. Quando um trabalho dá errado graças ao envolvimento de uma gangue da cidade chamada Fogolumes e uma breve alucinação de Vi, Jinx tenta impressionar Silco roubando a pedra arcana de Jayce e desencadeando uma explosão que mata seis defensores. Os governantes de Piltover dão a Jayce um assento no conselho para que protegesse a população da pedra preciosa roubada. Caitlyn, uma defensora inexperiente e amiga de infância de Jayce, viaja para a prisão de Aguamansa para coletar informações sobre Jinx de um dos capangas de Silco. Em vez disso, ela encontra Vi, agora já adulta, que foi presa por Marcus. |   |                                                                                             |                                |                                |                        |
| 5 | 5 | "Everybody Wants to Be My Enemy" "Todos querem ser meus inimigos (BR)"                      | Pascal Charrue & Arnaud Delord | Amanda Overton                 | 13 de novembro de 2021 |
| Devido à experiência de Vi em Zaun e seu conhecimento dos explosivos de Jinx, Caitlyn a liberta da prisão e trabalha com ela para encontrar Silco. Vi é informada de onde encontrar o segundo em comando de Silco e rapidamente descobre sobre o relacionamento de Jinx com Silco. Sevika a esfaqueia na luta que se seguiu. Enquanto isso, é revelado que, com a influência de Silco, Marcus foi promovido a xerife dos defensores. Em troca, ele tem que permitir que a Cintila seja contrabandeada e colocar a culpa do bombardeio e roubo do Dia do Progresso nos Fogolumes. Jinx se recusa a trabalhar nas novas gemas Hextec por causa do trauma de ter matado sua família com um dispositivo semelhante. Em resposta, Silco a leva para o rio onde Vander tentou afogá-lo e convence Powder a aceitar sua nova identidade como Jinx. De volta a Piltover, Jayce inicia um relacionamento romântico com a conselheira Medarda. Enquanto isso, a doença de Viktor piora e ele fica cada vez mais desesperado na busca de uma cura através da tecnologia Hextec. |   |                                                                                             |                                |                                |                        |
| 6 | 6 | "When These Walls Come Tumbling Down" "Quando as paredes desabam (BR)"                      | Pascal Charrue & Arnaud Delord | Alex Yee                       | 13 de novembro de 2021 |
| Depois que Viktor desmaia no laboratório por conta da sua doença, ele e Jayce começam a estudar o "Núcleo Hex", um novo artefato Hextec, que reage à matéria orgânica e que aparenta ter o potencial de curá-lo. Contudo, Heimerdinger tenta destruí-lo devido ao perigo de manipular o objeto. Tal evento faz Jayce orquestrar a remoção de Heimerdinger do conselho. Viktor se aproxima de Singed, seu mentor na infância, para ajudá-lo a aprimorar o Núcleo Hex. Marcus recebe ordens de Silco para matar Caitlyn e Vi e, sabendo que esse conflito levará a uma batalha com Zaun, prepara as forças de defesa de Piltover. Vi e Caitlyn encontram um esconderijo nas profundezas de Zaun para que Vi possa se recuperar de sua luta com Sevika, mas Silco consegue localizá-las depois de subornar os viciados locais com Cintila. Após um confronto a dupla consegue escapar. Tendo descoberto recentemente sobre o retorno de Vi, Jinx acende um sinalizador que sua irmã deu a ela antes de sua malfadada missão de resgatar Vander anos atrás. Vi reconhece o sinal e as duas irmãs se reencontram. No entanto, a presença de Caitlyn desencadeia desconfiança em Jinx. Os Fogolumes aparecem, roubam a gema Hextec e sequestram Caitlyn e Vi.                                                                                      |   |                                                                                             |                                |                                |                        |
| 3º ato |   |                                                                                             |                                |                                |                        |
| 7 | 7 | "The Boy Saviour" "O garoto salvador (BR)"                                                  | Pascal Charrue & Arnaud Delord | Nick Luddington                | 20 de novembro de 2021 |
| É revelado que o líder dos Fogolumes é na verdade o Ekko, agora um guerreiro rude e endurecido pela batalha. Ele explica que Silco assumiu o submundo após a morte de Vander e tornou a população viciada de Cintila. Sob o comando de Ekko, os Fogolumes lideram esforços para frustrar os planos de Silco e reabilitar os viciados. Jinx se irrita com Silco por esconder dela o retorno de Vi, mas ele a convence a continuar fazendo sua vontade. Após a crescente agitação entre as duas cidades, Mel convence Jayce a trabalhar em armas Hextec. Enquanto isso, Viktor usa Cintila para permitir que o Núcleo Hex modifique seu corpo debilitado, tornando-se distante de Jayce que fica desconfiado ao longo do processo. Procurando devolver a gema para Piltover, Ekko e Caitlyn encontram Marcus em um bloqueio de defensores. Depois que Marcus trai Caitlyn, Vi corre para ajudá-la. Jinx, que estava observando os eventos à distância, toma isso como a preferência de Vi por Caitlyn em relação a ela, e detona um enxame de insetos robóticos na ponte. A explosão resultante mata Marcus e seus defensores e deixa Caitlyn ferida. Ekko e Jinx se enfrentam enquanto Caitlyn e Vi entram em Piltover; ele a espanca mas se vê incapaz de dar o golpe final, permitindo que Jinx detone uma granada próxima deles.           |   |                                                                                             |                                |                                |                        |
| 8 | 8 | "Oil and Water" "Água e óleo (BR)"                                                          | Pascal Charrue & Arnaud Delord | Ben St. John & Mollie St. John | 20 de novembro de 2021 |
| Silco encontra Jinx gravemente ferida após a explosão e descobre que ela conseguiu roubar a gema de volta. Ele a leva para Singed para salvá-la. Enquanto Jinx é tratada por Singed, ela alucina com Vi e Caitlyn, como se elas tivessem lhe infligindo dor. Singed injeta grandes quantidades de Cintila em Jinx, tornando a íris de seus olhos violetas. Enquanto isso, a mãe de Mel chega em Piltover após o assassinato do irmão de Mel e tenta prepará-la para a guerra com Zaun. O ex-conselheiro Heimerdinger visita Zaun para ajudar a população e encontra Ekko, que quebrou a perna ao escapar da granada de Jinx. Enquanto isso, os esforços de Viktor para curar seu corpo através do Núcleo Hex acabam sendo bem-sucedidos; sua perna é curada permitindo que ele corresse pela primeira vez. No entanto, novas experiências com o Núcleo Hex resultam na morte de sua assistente e amiga de infância Sky. Após fracassar em convencer o conselho de que Silco é uma ameaça, Vi abandona Caitlyn e faz parceria com Jayce para derrubar as fábricas de Cintila do Silco. Armados com armas Hextec, eles derrotam um exército de soldados aprimorados por Cintila. Porém, Jayce acidentalmente mata uma criança que trabalhava no local. Caitlyn volta para casa e é sequestrada por Jinx.                                       |   |                                                                                             |                                |                                |                        |
| 9 | 9 | "The Monster You Created" "O monstro que você criou (BR)"                                   | Pascal Charrue & Arnaud Delord | Christian Linke & Alex Yee     | 20 de novembro de 2021 |
| A morte da criança faz Jayce perceber o custo potencial da guerra entre as cidade e tenta intermediar um tratado de paz com Silco, oferecendo a independência de Zaun em troca de Jinx. Ekko revela seu esconderijo para Heimerdinger e eles começam a trabalhar juntos para ajudar a cidade subterrânea. Sentindo-se culpado pela morte de Sky, Victor faz Jayce prometer destruir o Núcleo Hex. Enquanto isso, Silco lamenta a escolha entre Zaun e Jinx, que o ouve escondida e entende que vai traí-la. Depois de nocautear Sevika, Vi é sequestrada por Jinx. Ela acorda amarrada em uma cadeira e é colocada em uma mesa com Silco e Caitlyn, que também estão amarrados. Jinx entrega uma pistola para Vi, dizendo-lhe para escolher entre Caitlyn e ela. Vi se recusa e apela para suas memórias de infância, fazendo com que Jinx sofra um ataque traumático. Silco se liberta e quase atira em Vi antes de Jinx, em um ataque maníaco, matá-lo. Silco reafirma seu amor por ela antes de morrer em seus braços. Jinx finalmente aceita sua nova identidade e reconhece as suas divergências com Vi. Por fim, Jinx usa a gema Hextec para aprimorar sua arma, transformando-a em um lança-foguetes, e dispara na câmara do conselho de Piltover no momento em que Jayce e os conselheiros votavam a favor da independência de Zaun. |   |                                                                                             |                                |                                |                        |

### 2.ª temporada (2024)
| 1º ato |   |                                                                            |                                                                |                                    |                        |
| 10 | 1 | "Heavy Is the Crown" "O peso da coroa (BR)"                                | Arnaud Delord, Bart Maunoury, Pascal Charrue & Etienne Mattera | Amanda Overton                     | 9 de novembro de 2024  |
| Jayce, Mel e os Conselheiros Shoola e Salo sobrevivem ao ataque de foguete da Jinx ao Conselho, mas os Conselheiros Haskel, Bolbok e Cassandra — a mãe de Caitlyn — são mortos. Viktor é mortalmente ferido; Jayce quebra sua promessa de destruir o Núcleo Hex e, em vez disso, o utiliza para salvá-lo. O Conselho planeja uma retaliação contra Zaun, embora Mel se oponha ao uso de armamento Hextec. Desanimada com os acontecimentos recentes, Vi recusa a oferta de Caitlyn de se juntar aos defensores, lembrando-se que eles foram os responsáveis pelo assassinato de seus pais durante a última tentativa de motim de Vander. Depois de saber pela oficial júnior Maddie Nolan que Caitlyn tentou recrutá-la após o ataque de Jayce em Zaun, Vi visita o memorial erigido para os conselheiros falecidos. O memorial é atacado pela Baronesa Química Renni em vingança por Jayce ter matado seu filho. Vi, Caitlyn e os defensores lutam contra Renni e sua gangue até que Ambessa e seus soldados chegam e os matam. Percebendo que o uso de armamento Hextec é inevitável, Jayce começa a desenvolver novas armas e fornece a Caitlyn, agora promovida a Comandante, um rifle de assalto personalizado. Caitlyn reúne uma força-tarefa, incluindo Vi, para confrontar Jinx e os Barões Químicos restantes. Enquanto isso, Singed encontra um par de lobos em uma caverna e se prepara para implantar um cilindro de gás tóxico neles.                                                                                             |   |                                                                            |                                                                |                                    |                        |
| 11 | 2 | "Watch It All Burn" "Ver tudo queimar (BR)"                                | Arnaud Delord, Bart Maunoury & Marietta Ren                    | Nick Luddington                    | 9 de novembro de 2024  |
| Após a morte de Silco, Zaun se transforma em anarquia enquanto os Barões Químicos Smeech, Chross e Margot lutam pelo controle da Subferia, apesar dos apelos de Sevika por união. Smeech propõe entregar Jinx a Piltover em troca do fim das hostilidades, mas Sevika se recusa. Jinx conhece uma jovem órfã chamada Isha que a segue depois que Jinx a salvou de agressores. Em Piltover, Viktor acorda de seu coma em um corpo totalmente revestido de metal e, percebendo que Jayce quebrou sua promessa, se separa dele. Ele retorna a Zaun, onde inspira seguidores a formarem um culto após curar Huck, um viciado em Cintila, com seus novos poderes. Os Fogolumes de Ekko lutam contra o fluxo de refugiados da guerra civil de Zaun, e a Árvore começa a mostrar sinais de corrupção. Ekko e Heimerdinger entram furtivamente na Academia e discutem o assunto com Jayce. A equipe de Caitlyn invade o fliperama de infância de Jinx; Jinx escapa após avistar Vi usando um traje de defensora, o que a faz entrar em colapso. Ela é emboscada por Smeech e sua equipe, mas é salva por Isha e Sevika, que mata Smeech. Jinx revela a Sevika que pretende "acabar com o que sobrou de [sua] família". Singed começa experimentos nos órgãos dos lobos que ele capturou. |   |                                                                            |                                                                |                                    |                        |
| 12 | 3 | "Finally Got the Name Right" "Finalmente acertou o nome (BR)"              | Arnaud Delord, Bart Maunoury & Christelle Abgrall              | Henry Jones                        | 9 de novembro de 2024  |
| Jinx planeja devolver "o Cinza" — poluentes coletados da fábrica de Piltover — pelo sistema de ventilação. Preocupada com a crescente agressividade de Caitlyn após a morte de sua mãe, Vi implora para que ela não mude; Caitlyn promete não mudar antes de beijar Vi. Após uma tentativa frustrada de assassinato de Ambessa, a Rosa Negra, uma cabala noxiana, sequestra Mel. Ekko, Jayce e Heimerdinger exploram a teoria de Viktor sobre "runas selvagens", anomalias arcanas causadas pela exploração da Hextec. No Cofre Hex, eles descobrem um enorme orbe mutante contaminando Zaun. Nas profundezas de Zaun, Vi e Caitlyn confrontam Jinx e são emboscadas por Sevika. Enquanto Caitlyn luta contra Sevika, Vi duela e subjuga Jinx. Jinx aceita a morte nas mãos de Vi, mas Isha intervém e protege Jinx. Vi desarma Caitlyn depois que ela não atende seus chamados para parar de atirar em Jinx, correndo o risco de atingir Isha. Sevika detona as bombas de tinta de Jinx e abre um duto de ar, espalhando o Cinza por Piltover enquanto ela escapa com Jinx e Isha. Irritada porque as ações de Vi resultaram na fuga de Jinx novamente, Caitlyn bate em Vi e a deixa para trás, fazendo com que Vi desmorone em lágrimas. Ambessa — revelada como tendo orquestrado o ataque ao memorial — culpa Zaun pela tentativa de assassinato para arquitetar a imposição da lei marcial, antes de nomear Caitlyn como comandante-chefe, o que ela aceita. Enquanto isso, é mostrado que Singed criou uma criatura híbrida humano-lobo. |   |                                                                            |                                                                |                                    |                        |
| 2º ato |   |                                                                            |                                                                |                                    |                        |
| 13 | 4 | "Paint the Town Blue" "Pinte a cidade de azul (BR)"                        | Arnaud Delord, Bart Maunoury & Marietta Ren                    | Graham Mcneill                     | 16 de novembro de 2024 |
| Algum tempo após a declaração da lei marcial, uma força conjunta de Piltover e Noxus ocupou Zaun, Jinx se escondeu com Isha, Caitlyn agora está em um relacionamento com Maddie, e Jayce, Ekko e Heimerdinger estão desaparecidos desde que entraram no Cofre Hex. No entanto, Caitlyn começa a suspeitar de Ambessa, que tentou sem sucesso conduzir sua própria pesquisa sobre a Hextec. Sevika tenta convencer Jinx, que é vista como uma heroína pelos zaunitas, a liderar uma revolta, mas ela se recusa. Por uma infelicidade, Isha é capturada em um comício por defensores liderados pelo braço direito de Ambessa, Rictus. Singed também é levado, mas deixa um rastro de sangue para seu híbrido humano-lobo seguir. Sevika alerta Jinx, e eles invadem Aguamansa para resgatar Isha no momento em que a besta ataca a prisão, massacrando guardas e presos. Jinx luta contra a criatura enquanto Sevika escapa com Isha, mas acaba perdendo a luta; quando ele se prepara para matá-la, ele a reconhece como Powder. |   |                                                                            |                                                                |                                    |                        |
| 14 | 5 | "Blisters and Bedrock" "Bolhas na mão e pés no chão (BR)"                  | Arnaud Delord & Bart Maunoury                                  | Kristina Felske & Giovanna Sarquis | 16 de novembro de 2024 |
| Reconhecendo a fera como Vander, Jinx procura Vi, que se tornou uma lutadora alcoólatra após sua briga com Caitlyn. Embora cética, Vi segue Jinx até uma mina abandonada onde Vander os rastreia e inicialmente os ataca. No entanto, ele finalmente reconhece Vi e a abraça junto com Jinx e Isha. Ambessa contrata Singed para rastrear Vander; Caitlyn deduz a verdadeira identidade de Singed como Corin Reveck, um acadêmico banido de Piltover por ser o responsável pela criação da Cintila como uma das muitas tentativas de curar sua filha em coma e com doença terminal, Orianna. Em outro lugar, Mel se encontra em uma prisão da Rosa Negra onde se reúne com seu irmão supostamente falecido Kino, de quem ela descobre que Ambessa teve um filho ilegítimo que é o verdadeiro alvo de seus captores. No entanto, ela percebe que esse "Kino" é uma ilusão antes de ser interrogada por membros da Rosa Negra, liberando seu poder mágico latente. No Cofre Hex, Jayce é libertado da runa selvagem e encontra Salo, que foi curado por Viktor, enquanto leva consigo um núcleo Hextec. Assustado pela sua experiência recente, Jayce jura destruir a Hextec e mata Salo esmagando-o com seu martelo. |   |                                                                            |                                                                |                                    |                        |
| 15 | 6 | "The Message Hidden Within the Pattern" "A mensagem oculta no padrão (BR)" | Arnaud Delord & Bart Maunoury                                  | Alex Yee                           | 16 de novembro de 2024 |
| Viktor e o que parece ser a Sky investigam um fenômeno após testemunhar o assassinato de Salo. Jinx, Vi e Isha levam Vander ao santuário de Viktor na esperança de que ele possa ser curado. Ao longo de vários dias, Viktor começa a extrair a humanidade de Vander. Com a ajuda de Singed, Ambessa e Caitlyn rastreiam Vander até o santuário. Singed tenta persuadir Viktor a entregar Vander, mas Viktor se recusa, vendo que Singed só deseja salvar Orianna. Enquanto persegue Singed enquanto ele retorna ao acampamento noxiano, Vi é interceptada e capturada por Caitlyn. Ambessa ordena que Caitlyn e Singed revertam os esforços de Viktor. É revelado que Vi e Caitlyn trabalharam juntas, e elas neutralizam Ambessa e Singed. Assombrado por visões, Jayce se infiltra no santuário e mata Viktor, provocando uma reação física das pessoas que Viktor curou, incluindo Vander que se torna incontrolavelmente selvagem, matando Rictus em seu acesso de fúria. Ambessa se recupera e ataca o santuário e Vander junto como suas tropas. Isha sobrecarrega a pistola de Jinx com gemas Hextec e se sacrifica para destruir Vander e os soldados noxianos, deixando Jinx em desespero. |   |                                                                            |                                                                |                                    |                        |
| 3º ato |   |                                                                            |                                                                |                                    |                        |
| 16 | 7 | "Pretend Like It's the First Time" "Fingir que é a primeira vez (BR)"      | Arnaud Delord & Bart Maunoury                                  | Amanda Overton                     | 23 de novembro de 2024 |
| Após os eventos no Cofre Hex, Ekko e Heimerdinger se encontram em um universo paralelo onde a Hextec nunca foi inventada, Mylo, Claggor e Benzo ainda estão vivos, e Vander e Silco estão em bons termos, no entanto a Vi acabou morrendo durante o assalto ao laboratório de Jayce. Para voltar para casa, os dois trabalham com a Powder deste universo, que nunca se tornou a Jinx, para recriar a runa selvagem e canalizá-la para um dispositivo de reversão do tempo. Durante uma festa, Ekko e Powder compartilham um momento íntimo antes dele ir até o dispositivo aprimorado. Heimerdinger abandona o dispositivo para conectar um cabo. Ekko é transportado, mas Heimerdinger desaparece tornando seu destino desconhecido. Jayce foi transportado para um futuro pós-apocalíptico onde a Hextec exterminou Piltover e se reúne com a figura encapuzada que lhe deu a pedra rúnica quando ele era criança. Ao descobrir que esse futuro é resultado das ações de Viktor, Jayce promete detê-lo antes de ser enviado de volta pela figura misteriosa, levando aos eventos no santuário de Viktor. |   |                                                                            |                                                                |                                    |                        |
| 17 | 8 | "Killing Is a Cycle" "Matar é um ciclo (BR)"                               | Arnaud Delord & Bart Maunoury                                  | Alex Yee & Amanda Overton          | 23 de novembro de 2024 |
| Após o sacrifício de Isha, Jinx se rende aos defensores. Caitlyn se reúne com Jayce e Mel, que sobreviveram às suas provações graças aos seus novos poderes mágicos e retornaram a Piltover enquanto aprendiam sobre as ambições exageradas de Ambessa. Depois de não conseguir negociar com Jayce e Mel, um Viktor ressurgente, agora unificado com o arcano, se comunica com Ambessa oferecendo-se para aprimorar seus soldados em troca de acesso à runa selvagem sob os Hexportais, enquanto Singed começa a trabalhar para regenerar Vander, agora despojado de todas as suas memórias anteriores. Em sua cela, Jinx tem visões de Silco, que lhe diz que "a violência é um ciclo que só pode ser quebrado quando alguém se afasta". Ela é libertada por Vi, apenas para Jinx prendê-la por sua vez. Após a morte de Isha, Jinx conclui que não existe uma "boa versão" de si mesma e deixa claro suas intenções suicidas. Posteriormente, Caitlyn liberta Vi da cela e elas fazem sexo. Jayce se junta a Caitlyn para evacuar Zaun e organizar a defesa de Piltover contra o ataque de Ambessa. Mel tenta negociar com Ambessa mas não consegue obter sucesso pois Viktor já estava capacitando os seus servos para a guerra. |   |                                                                            |                                                                |                                    |                        |
| 18 | 9 | "The Dirt Under Your Nails" "A terra sob suas unhas (BR)"                  | Arnaud Delord & Bart Maunoury                                  | Alex Yee & Christian Linke         | 23 de novembro de 2024 |
| Enquanto as forças de Ambessa atacam, os Piltovenses seguram a linha de frente para Jayce desmantelar o Cofre Hex, mas terminam sobrecarregados, com Maddie — revelada como uma agente dupla — sabotando seus planos, até que os Zaunitas e Jinx, que foi dissuadida do suicídio por Ekko, vêm em seu auxílio. No entanto, o ataque é revelado como uma distração enquanto Viktor se infiltra no Cofre, e a resistência é neutralizada por seus servos — incluindo Vander, que ataca Vi e Jinx. Depois que Mel mata Maddie, Caitlyn separa Ambessa das runas que ela usou como proteção contra a Rosa Negra, permitindo que os feiticeiros a machuquem fatalmente, e após a luta ela morre nos braços de Mel. Assumindo o controle da runa selvagem, Viktor subjuga todos, exceto Ekko, que interrompe a lavagem cerebral usando seu dispositivo de viagem no tempo. Jayce então convence Viktor a abandonar seu plano, apresentando mentalmente seu encontro com a figura encapuzada — revelada como uma futura versão arrependida do próprio Viktor. Trabalhando juntos, eles destroem a runa selvagem e desaparecem ao final do processo. No entanto, Vander continua selvagem, levando Jinx a detê-lo e aparentemente se sacrificando. Após a grande batalha, Sevika se torna a representante de Zaun no Conselho, Mel parte para Noxus, Singed cura sua filha com sucesso, e Vi e Caitlyn ponderam sobre seu futuro. |   |                                                                            |                                                                |                                    |                        |

## Produção
Nicolo Laurent, o então presidente da Riot Games, declarou que a primeira temporada de Arcane levou seis anos para ser concluída.
A animação foi anunciada durante as comemorações do 10º aniversário de League of Legends em 2019. Um ano depois, foi confirmado que Arcane seria ambientando no universo fictício do jogo, sendo focado principalmente nas irmãs Vi e Jinx. Em setembro de 2021 foi anunciado que Hailee Steinfeld, Ella Purnell, Kevin Alejandro, Katie Leung, Jason Spisak, Toks Olagundoye, JB Blanc e Harry Lloyd haviam sido escalados para o elenco de vozes da série.
Após a conclusão da primeira temporada de Arcane em 20 de novembro de 2021, a Riot Games e a Netflix anunciaram a produção da segunda temporada com previsão de lançamento para algum momento após o ano de 2022. Em junho de 2024, foi anunciado que a segunda temporada seria a última da série; a temporada começou em 9 de novembro de 2024 e foi concluída juntamente com a série em 23 de novembro. O orçamento combinado de ambas as temporadas foi relatado no valor de US$ 250 milhões sendo considerada, até o presente momento, a série animada mais cara já produzida de todos os tempos.

## Transmissão

### Divulgação
A Riot Games celebrou o lançamento de Arcane por meio de eventos que ocorreram em todos os seus jogos incluindo League of Legends, Legends of Runeterra, Teamfight Tactics, League of Legends: Wild Rift e Valorant. O evento foi nomeado como "RiotX Arcane". Além dos eventos exclusivos em todos os jogos da desenvolvedora, outros jogos como Fortnite, PUBG Mobile e Among Us também receberam conteúdos exclusivos do universo de Arcane.
Em 6 de novembro de 2021, o dia da estreia mundial, a Riot Games transmitiu gratuitamente o primeiro episódio da série pela Twitch. Alguns criadores de conteúdo da plataforma também puderam retransmitir os primeiros três episódios da série; mas para tal tiveram que receber permissão da desenvolvedora, sendo este um caso inédito para uma série da Netflix. Adicionalmente, durante a estreia foi permitido que os espectadores dessas transmissões também recebessem recompensas dentro dos jogos participantes do evento. As recompensas foram incluídas de forma exclusiva nos jogos League of Legends (Cápsula Arcane), Wild Rift (emote "Uma Só Lagrima"), Teamfight Tactics (Ovo de Pequena Lenda Bugigangas e Engenhocas), Legends of Runeterra (emote "Fascinante") e Valorant (Chaveiro de Arma "Fishbones"). A estreia foi vista por 1.8 milhão de espectadores simultâneos na Twitch.
No dia 21 de novembro, a Netflix e a Riot Games fizeram uma parceria com a Secret Cinema para trazer os jogadores diretamente para o mundo de Arcane com uma experiência pessoal em Los Angeles, Califórnia. A experiência foi "equipada com histórias de fundo e missões sob medida, a linha entre os atores e o público é totalmente ocultada ao mesmo tempo em que os jogadores exploram um submundo sombrio e perigoso e conhecem seus habitantes — o estranho, o sinistro e às vezes até o amigável".

### Vazamentos
Em 9 de agosto de 2024, a Netflix declarou que um de seus fornecedores de pós-produção havia sido comprometido, o que resultou no vazamento de diversos episódios de séries da Netflix, incluindo três episódios da segunda temporada de Arcane. Os vazamentos foram descritos como "o pior vazamento de animações de todos os tempos" por alguns meios de comunicação. Mais tarde, foi revelado que a Iyuno havia sido a fonte da falha de segurança. Mais tarde, a Netflix emitiu uma declaração informando que tomaria medidas contra os responsáveis pelos vazamentos. Em 21 de novembro, o Tribunal Distrital dos Estados Unidos para o Distrito Norte da Califórnia emitiu uma intimação, ordenando que o Discord fornecesse informações do usuário que reivindicou a responsabilidade pelos vazamentos.

### Lançamento
Originalmente a série tinha previsão para ser lançada em algum momento de 2020, no entanto o lançamento foi adiado para 2021 em razão da pandemia do COVID-19. A série foi lançada em definitivo no dia 6 de novembro de 2021 simultaneamente na Netflix ao redor do mundo e no Tencent Video na China. A primeira temporada de Arcane foi dividida em nove episódios e três "atos", sendo cada um composto por três episódios, que foram lançados uma vez por semana no período de três semanas.

### Home media
Em junho de 2024, foi anunciado que a distribuidora de filmes GKIDS havia adquirido os direitos de Arcane para lançamento em home video. A cópia digital foi lançada em 24 de setembro de 2024, e uma versão Blu-ray 4K em 8 de outubro do mesmo ano.

### Trilha sonora
No dia 20 de novembro de 2021, a trilha sonora da primeira temporada da série foi disponibilizada no serviço de streaming Amazon Music. Na China, a série ganhou um tema de abertura diferente — "孤勇者 (Guerreiro Solitário)" por Eason Chan. A trilha sonora da segunda temporada foi lançada no dia 23 de novembro de 2024.

## Recepção

### Resposta da crítica

#### 1.ª temporada
O site agregador de análises Rotten Tomatoes apontou um índice de aprovação de 100% com uma classificação média de 9.10/10 baseada em 25 avaliações. O consenso crítico do site diz: "Arcane faz uma primeira impressão impressionante, combinando uma mistura espetacular de animação 2D e 3D com uma história emocionalmente convincente para entregar uma adaptação de videogame que pode se tornar lendária". Em novembro de 2021 a série quebrou o recorde como a série mais bem avaliada da Netflix no período de uma semana após sua estreia, liderando o Top 10 da Netflix em 52 países e ficando em segundo lugar no ranking dos Estados Unidos.
Escrevendo para a IGN, Rafael Motamayor chamou a primeira temporada de Arcane de um "clássico em formação, e o prego no caixão da tão conhecida maldição dos videogames". Ele observou que o show funcionou tanto para os fãs de League of Legends quanto para os recém-chegados, dizendo que "as histórias dos personagens são o que mantém você envolvido episódio após episódio; todo o folclore é apenas a cereja do bolo". Ele também elogiou o elenco de vozes e destacou as performances de Leung, Purnell, Aghdashloo e Steinfeld, chamando esta última de destaque do show. Motamayor também teceu vários elogios a cerca da animação dizendo que é "a animação mais impressionante desde Spider-Man: Into the Spider-Verse" e a comparou a Invincible em termos de estrutura de episódios. Ele concluiu dizendo que Arcane "dá um golpe fatal na ideia de que os videogames não podem ser adaptados com maestria... com personagens cativantes, uma história atraente e um folclore e construção de mundo fascinantes, bem como visuais impressionantes". Por fim, ele classificou a série como "obra-prima" e a avaliou com nota 10 de 10.
Andrew Webster, do portal de notícias The Verge, elogiou a mistura de "mundo de fantasia com steampunk" e como nenhum conhecimento prévio de League era necessário para entender o show. Apesar de ter achado o primeiro ato "um conto de fantasia bastante típico", ele elogiou a animação dizendo que "cada quadro parece uma linda peça de arte conceitual pintada à mão; em movimento, não se parece com nada que já tenha visto" e que "também é um mundo que parece vívido e totalmente realizado." Matt Cabral da Common Sense Media declarou que a primeira temporada é "visualmente deslumbrante" e que "apresenta nuances nas caracterizações, narrativa cuidadosa e construção de mundo rica que são tipicamente associadas aos grandes orçamentos dos épicos de tela grande." Ele também notou a mistura de fantasia, steampunk e ficção científica dando ênfase na forma como a história dá uma "nova reviravolta na premissa fortemente reciclada". Cabral também concluiu que os espectadores não precisavam ter jogado ou saber de qualquer informação a respeito de League para apreciar o show.
Tera Bennett, da revista Paste, publicou uma análise sobre os primeiros quatro episódios da primeira temporada e gostou da maneira como "[os criadores] propositalmente criaram um drama de animação adulta que utiliza de forma inabalável violência, linguagem adulta e histórias muito sombrias quando necessário para dar vida ao grande elenco ressonante." Bennett também fez comparações favoráveis da série com Game of Thrones, Shadow and Bone, Castlevania e BioShock. Ela também foi positiva sobre as "nuances e movimentos faciais sutis" da animação da Fortiche combinadas com as performances de Steinfeld, Jenness, Purnell e Spisak. Bennett também disse que a canção "Enemy" do Imagine Dragons era "contagiante" e concluiu que o show é "a nova referência para o que pode ser feito quando se trata de traduzir com sucesso dignos universos de videogame em uma mídia diferente." Por fim, a Forbes notou que o programa equilibra "ser acolhedor para os recém-chegados que não sabem absolutamente nada sobre o mundo de League of Legends, ao mesmo tempo em que satisfaz os fãs de longa data de League".
Muitas publicações destacaram a série como uma das melhores adaptações de jogos eletrônicos já feita.

#### 2.ª temporada
No agregador de análises Rotten Tomatoes, a segunda temporada recebeu um índice de aprovação de 100% baseado em 31 avaliações, com uma classificação média de 9/10. O consenso crítico do site diz: "Expansivo em escopo enquanto avança em direção ao fim de jogo em um ritmo acelerado, a segunda e última temporada de Arcane é um final extremamente satisfatório para uma saga épica." O agregador de avaliações Metacritic, que usa uma média ponderada, atribuiu à segunda temporada uma classificação de 86 de 100 com base em sete análises, indicando "aclamação universal".

### Prêmios e indicações
Arcane entrou para a história como a primeira série de televisão via streaming baseada em um jogo eletrônico, bem como a primeira adaptação de um videogame, que foi premiada pelo Annie Awards e o Primetime Emmy Awards, sendo que a própria tornou-se a primeira série de streaming a ganhar o maior número de prêmios nas mesmas indicações em um único ano, conquistando nove Annies e um Emmy na categoria de Melhor Programa de Animação. O show também tornou-se a primeira série da Netflix a conseguir o feito.
| Ano  | Premiação                                | Categoria                                                                       | Indicado(s) | Resultado | Ref(s).       |
| ---- | ---------------------------------------- | ------------------------------------------------------------------------------- | --- | --------- | ------------- |
| 2022 | Festival de Cinema de Animação de Annecy | Melhor Produção Televisiva                                                      | "When These Walls Come Tumbling Down" | Indicado  | [ 59 ]        |
| 2022 | Annie Awards                             | Melhor Animação para Televisão/Transmissão pelo Público Geral                   | "When These Walls Come Tumbling Down" | Venceu    | [ 60 ]        |
| 2022 | Annie Awards                             | Destaque em Efeitos Animados em uma Série/Transmissão Animada                   | Guillaume Degroote, Aurélien Ressencourt, Martin Touzé, Frédéric Macé e Jérôme Dupré (por "Oil and Water") | Venceu    | [ 60 ]        |
| 2022 | Annie Awards                             | Destaque em Animações de Personagens em uma SérieTransmissão Animada            | Léa Chervet (por "The Monster You Created") | Venceu    | [ 60 ]        |
| 2022 | Annie Awards                             | Destaque em Design de Personagens em uma Série/Transmissão Animada              | Evan Monteiro (por "Some Mysteries Better Left Unsolved") | Venceu    | [ 60 ]        |
| 2022 | Annie Awards                             | Destaque em Direção de uma Série/Transmissão Animada                            | Pascal Charrue, Arnaud Delord e Barthelemy Maunoury (por "The Monster You Created") | Venceu    | [ 60 ]        |
| 2022 | Annie Awards                             | Destaque em Design de Produção de uma Série/Transmissão Animada                 | Julien Georgel, Aymeric Kevin e Arnaud Baudry (por "Happy Progress Day!") | Venceu    | [ 60 ]        |
| 2022 | Annie Awards                             | Destaque em Storyboarding em uma Série/Transmissão Animada                      | Simon Andriveau (por "When These Walls Come Tumbling Down") | Venceu    | [ 60 ]        |
| 2022 | Annie Awards                             | Destaque em Dublagem em uma Série/Transmissão Animada                           | Ella Purnell (por "When These Walls Come Tumbling Down") | Venceu    | [ 60 ]        |
| 2022 | Annie Awards                             | Destaque em Roteiro em uma Série/Transmissão Animada                            | Christian Linke e Alex Yee (por "The Monster You Created") | Venceu    | [ 60 ]        |
| 2022 | Billboard Music Awards                   | Melhor Trilha Sonora                                                            | Vários Artistas | Indicado  | [ 61 ] [ 62 ] |
| 2022 | British Film Editors Cut Above Awards    | Melhor Edição de Série: Animação                                                | Ivan Bilancio, Gilad Carmel, Roberto Fernandez, Lawrence Gan, Martin Jay, Benjamin Massoubre, Ernesto Matamoros Cox, Nazim Meslem, Emmanuel Pilinski e David Ian Salter                                                                                     | Venceu    | [ 63 ]        |
| 2022 | Dorian Awards                            | Melhor Show Animado                                                             | Arcane | Indicado  | [ 64 ]        |
| 2022 | Golden Reel Awards                       | Destaque em Edição de Som – Animação Não-Teatral                                | Brad Beaumont, Eliot Connors, Alexander Temple, Shannon Beaumont, Alexander Ephraim, Dan O' Connell, John Cucci e Alex Seaver (por "When These Walls Come Tumbling Down")                                                                                   | Venceu    | [ 65 ]        |
| 2022 | Hollywood Critics Association TV Awards  | Melhor Série de Streaming Animada ou Filme Televisivo                           | Arcane | Venceu    | [ 66 ]        |
| 2022 | Hugo Awards                              | Melhor Apresentação Dramática, Forma Curta                                      | Christian Linke, Alex Yee, Conor Sheehy, Ash Brannon, Pascal Charrue e Arnaud Delord (por "The Monster You Created") | Indicado  | [ 67 ]        |
| 2022 | Primetime Emmy Awards                    | Melhor Programa Animado                                                         | Christian Linke, Marc Merrill, Brandon Beck, Jane Chung, Thomas Vu, Jerôme Combe, Melinda Wunsch Dilger, Pascal Charrue, Arnaud Delord, Alex Yee, Ash Brannon, Conor Sheehy, Barthelemy Maunoury e David Lyerly (por "When These Walls Come Tumbling Down") | Venceu    | [ 68 ]        |
| 2022 | Primetime Emmy Awards                    | Destaque em Edição de Som para Série de Comédia ou Drama (Meia Hora) e Animação | Brad Beaumont, Eliot Connors, Shannon Beaumon, Alex Ephraim, Alexander Temple, Alex Seaver, Dan O'Connel e John Cucci (por "When These Walls Come Tumbling Down")                                                                                           | Indicado  | [ 68 ]        |
| 2022 | Primetime Emmy Awards                    | Destaque de Realização Individual em Animação                                   | Bruno Couchinho (designer de cenários) (por "When These Walls Come Tumbling Down") | Venceu    | [ 69 ]        |
| 2022 | Primetime Emmy Awards                    | Destaque de Realização Individual em Animação                                   | Julien Georgel (direção de arte) (por "Happy Progress Day!") | Venceu    | [ 69 ]        |
| 2022 | Primetime Emmy Awards                    | Destaque de Realização Individual em Animação                                   | Anne-Laure To (artista de roteiro de cores) (por "The Boy Savior") | Venceu    | [ 69 ]        |
| 2022 | Saturn Awards                            | Melhor Série de Televisão Animada                                               | Arcane | Indicado  | [ 70 ]        |